# Munera
Munera (lateinisch munus, Sg.) bezeichnete in der römischen Antike generell einen Dienst für die Allgemeinheit. Bei einer Übersetzung ins Deutsche kommen diverse Worte in Betracht, wie Aufgabe, Amt, Geschenk, Opfer, Schauspiel, Gefälligkeit. Ähnlich der griechischen Leiturgie war das Feld der möglichen Leistungen breit gefächert.
Folgende Aufgaben können zu den gängigeren munera gezählt werden:
- Finanzierung von öffentlichen Spielen und Feierlichkeiten, besonders bei Ädilen[2]
- Gladiatorenspiel und -dienst (munus gladiatorum)[3]
- Militärdienst (munera militae), insbesondere der normale Dienst des einfachen Legionärs, der aus Wache, Lagerbau, Transportarbeiten u. ä. bestand
- Abgaben für die Versorgung der Armee[4]
- Zivilämter (munera civilia), sowohl ordentliche Magistraturen und außerordentliche Funktionen, wie z. B. Curator aquarum als auch Subalternämter, wie z. B. saccarius (Ladehelfer auf Schiffen)[5]